# Секереній-Ной
Секереній-Ной (рум. Secărenii Noi) — село у Гинчештському районі Молдови. Входить до складу комуни, адміністративним центром якої є село Секерень.

## Населення
За даними перепису населення 2004 року у селі проживали 324 особи.
Національний склад населення села:
| Національність   | Кількість осіб | Відсоток   |
| ---------------- | -------------- | ---------- |
| молдавани румуни | 314 7          | 96,9% 2,2% |
| росіяни          | 3              | 0,9%       |
| Всього           | 324            | 100%       |